# 사우디 프로페셔널리그
사우디 프로페셔널리그(아랍어: دوري المحترفين السعودي, 영어: Saudi Professional League, SPL) 또는 간단히 사우디 프로리그(Saudi Pro League)라고 불리는 이 대회는 사우디아라비아의 최상위 축구 리그이다. 첫 시즌은 1976-77 시즌으로, 알힐랄이 초대 우승 팀이었다. 현재 우승 팀은 알이티하드로 총 9회 우승을 거뒀다.

## 역사
1970년대까지만 해도, 사우디아라비아에서의 축구는 지역을 기반으로 하여 존재했었고, 전국적인 대회는 "킹스컵" 밖에 없었다. 1976년에 운송 수단의 연결로 사우디의 지역 기반 축구 리그는 전국적인 리그로 발전할 수 있었다. 사우디 초기의 전국 리그는 16개 팀으로 출발하였으나, 다음 시즌에 8개 팀만이 살아남았다.
1981년에 참가 팀의 수를 늘리고 2부 리그를 만들었다. 랭킹 리그로 알려진 1981-82 시즌에는 18개 팀 가운데 8개 팀이 1부 리그로 가고 나머지 10개 팀이 새롭게 구성되는 2부 리그에 참가하게 되었다. 1부 리그의 팀 수는 1984-85 시즌에 12개로 늘어났다.
1990년에는 지역 대회를 개조하여 재조직하고 프로 축구를 도입하였다. 새 리그 대회가 구성되었으며, 명칭은 "두 개의 신성한 모스크의 관리인 리그컵" (The Custodian of The Two Holy Mosques League Cup)이라고 정해졌다. 이 대회는 두 단계의 챔피언십으로 구성되었다. 첫 단계는 정규 라운드-로빈 (리그전) 형식의 대회였으며, 정규 리그 상위 4팀이 "골든 스퀘어"라 불리는 최종 녹아웃 토너먼트로 가게 되었다. 이 시기부터 구단들은 선수들과 프로 계약을 맺기 시작하였고, 완전한 프로 리그 형태는 아니었지만 세미-프로 형태로 자리잡기 시작하였다.
2007년에 리그는 두 개의 대회로 나뉘었고, 리그는 더블 라운드로빈 방식으로 진행되었다. 컵 대회가 새로이 조직되어 사우디 챔피언스컵이란 이름으로 조직되었다. 이 대회는 리그 상위 여섯팀과 크라운 프린스 컵의 우승 팀, 파이잘 왕자 컵의 우승 팀이 참가하였다. 이 방식은 2007-08 시즌부터 적용되었다.
2008년부터 사우디 아라비아의 4개 팀이 매년 AFC 챔피언스리그에 출전할 자격을 얻게 되었다. 이 4개 팀은 사우디 정규리그의 상위 3팀과 사우디 챔피언스컵의 우승팀 1팀으로 구성되었다.

## 2023-24 시즌 참가 클럽
| 구단       | 위치           | 홈구장                                  | 수용 인원 |
| ---------- | -------------- | --------------------------------------- | --------- |
| 아브하     | 아브하         | 프린스 술탄 빈 압둘 아지즈 스타디움     | 20,000    |
| 알아흘리   | 지다           | 킹 압둘라 스포츠 시티                   | 62,345    |
| 알이티파크 | 담맘           | 프린스 모하메드 빈 파흐드 스타디움      | 35,000    |
| 알파테     | 알아흐사       | 프린스 압둘라 빈 잘라위 스타디움        | 26,000    |
| 알파이하   | 알마즈마아     | 알마즈마아 스포츠 시티                  | 7,000     |
| 알하젬     | 아르 라스      | 알하젬 클럽 스타디움                    | 8,000     |
| 알힐랄     | 리야드         | 킹 파흐드 국제경기장                    | 68,752    |
| 알이티하드 | 지다           | 킹 압둘라 스포츠 시티                   | 62,345    |
| 알칼리즈   | 사이하트       | 프린스 모하메드 빈 파흐드 스타디움      | 35,000    |
| 알나스르   | 리야드         | 므르술 파크                             | 25,000    |
| 알오크두드 | 나지란         | 프린스 하틀룰 스타디움                  | 12,000    |
| 알라에드   | 부라이다       | 킹 압둘라 스포츠 시티 스타디움          | 25,000    |
| 알리야드   | 리야드         | 프린스 투르키 빈 압둘 아지즈 스타디움   | 15,000    |
| 알샤바브   | 리야드         | 프린스 파이살 빈 파흐드 스타디움        | 22,500    |
| 알타아원   | 부라이다       | 킹 압둘라 스포츠 시티 스타디움          | 25,000    |
| 알타이     | 하일           | 프린스 압둘 아지즈 빈 무사에드 스타디움 | 12,000    |
| 알웨흐다   | 메카           | 킹 압둘 아지즈 스타디움                 | 38,000    |
| 다마크     | 하미스무샤이트 | 프린스 술탄 빈 압둘 아지즈 스타디움     | 20,000    |

## 기록

### 구단별 우승 기록
| 순위 | 구단명     | 우승 | 준우승 | 우승 연도 |
| ---- | ---------- | ---- | ------ | --- |
| 1    | 알힐랄     | 19   | 15     | 1976–77, 1978–79, 1984–85, 1985–86, 1987–88, 1989–90, 1995–96, 1997–98, 2001–02, 2004–05, 2007–08, 2009–10, 2010–11, 2016–17 2017-18, 2019-20, 2020-21, 2021-22, 2023-24 |
| 2    | 알이티하드 | 9    | 8      | 1981–82, 1996–97, 1998–99, 1999–2000, 2000–01, 2002–03, 2006–07, 2008–09, 2022-23                                                                                        |
| 3    | 알나스르   | 9    | 7      | 1974–75 1979–80, 1980–81, 1988–89, 1993–94, 1994–95, 2013–14, 2014–15 2018–19                                                                                            |
| 4    | 알샤바브   | 6    | 6      | 1990–91, 1991–92, 1992–93, 2003–04, 2005–06, 2011–12 |
| 5    | 알아흘리   | 3    | 9      | 1977–78, 1983–84, 2015–16 |
| 6    | 알에티파크 | 2    | 2      | 1982–83, 1986–87 |
| 7    | 알파테흐   | 1    | 0      | 2012–13 |
| 8    | 알리야드   | 0    | 1      | |

### 역대 최다 득점자
| 시즌    | 득점왕                          | 소속팀              | 득점수 |
| 1974–75 | 모하메드 압 달리                | 알나스르            | 13     |
| 1976–77 | 나세르 에이드                   | 알카디시야          | 12     |
| 1977–78 | 모타마드 코잘리                 | 알아흘리            | 14     |
| 1978–79 | 마제드 압둘라                   | 알나스르            | 18     |
| 1979–80 | 마제드 압둘라                   | 알나스르            | 17     |
| 1980–81 | 마제드 압둘라                   | 알나스르            | 21     |
| 1981–82 | 칼리드 알마아질                 | 알샤바브            | 22     |
| 1982–83 | 마제드 압둘라                   | 알나스르            | 18     |
| 1983–84 | 후삼 아부 다우드                | 알아흘리            | 14     |
| 1984–85 | 하탈 도사리                     | 알힐랄              | 15     |
| 1985–86 | 마제드 압둘라                   | 알나스르            | 15     |
| 1986–87 | 모하마드 수와이디               | 알이티하드          | 17     |
| 1987–88 | 칼리드 알마아질                 | 알샤바브            | 12     |
| 1988–89 | 마제드 압둘라                   | 알나스르            | 19     |
| 1989–90 | 사미 알자베르                   | 알힐랄              | 16     |
| 1990–91 | 파하드 알메할렐                 | 알샤바브            | 20     |
| 1991–92 | 사이드 알오와이란               | 알샤바브            | 16     |
| 1992–93 | 사미 알자베르                   | 알힐랄              | 18     |
| 1993–94 | 무사 은다오                     | 알힐랄              | 15     |
| 1994–95 | 파드 알함단                     | 알리야드            | 15     |
| 1995–96 | 오헤네 케네디                   | 알나스르            | 14     |
| 1996–97 | 아흐메드 바히야                 | 알이티하드          | 21     |
| 1997–98 | 술라이만 알하다이티             | 알나즈마            | 15     |
| 1998–99 | 오베이드 알도사리               | 알웨흐다            | 20     |
| 1999–00 | 함자 이드리스                   | 알이티하드          | 33     |
| 2000–01 | 파울루 다 시우바                | 알이티하드          | 13     |
| 2001–02 | 다네 발레                       | 알리야드            | 10     |
| 2002–03 | 카를로스 테노리오               | 알나스르            | 15     |
| 2003–04 | 고드윈 아트람 칸디아 트라오레   | 알샤바브 알힐랄     | 15     |
| 2004–05 | 모하메드 망가                   | 알샤바브            | 15     |
| 2005–06 | 에사 알메히아니                 | 알웨흐다            | 16     |
| 2006–07 | 고드윈 아트람                   | 알샤바브            | 13     |
| 2007–08 | 나세르 알샴라니                 | 알샤바브            | 18     |
| 2008–09 | 나세르 알샴라니 히캄 아부셰루앙 | 알샤바브 알이티하드 | 12     |
| 2009–10 | 모하마드 알샬후브               | 알힐랄              | 12     |
| 2010–11 | 나세르 알샴라니                 | 알샤바브            | 17     |
| 2011–12 | 나세르 알샴라니 시몽            | 알샤바브 알아흘리   | 21     |
| 2012–13 | 세바스티안 타글리아베           | 알샤바브            | 19     |
| 2013–14 | 나세르 알샴라니                 | 알힐랄              | 21     |
| 2014–15 | 오마르 알소마                   | 알아흘리            | 22     |
| 2015–16 | 오마르 알소마                   | 알아흘리            | 27     |
| 2016–17 | 오마르 알소마                   | 알아흘리            | 24     |
| 2017–18 | 로니 페르난데스                 | 알파이하            | 13     |
| 2018–19 | 압데라자크 함달라               | 알나스르            | 34     |
| 2019–20 | 압데라자크 함달라               | 알나스르            | 29     |
| 2020–21 | 바페팀비 고미스                 | 알힐랄              | 24     |
| 2021–22 | 오디온 이갈로                   | 알힐랄              | 24     |
| 2022–23 | 압데라자크 함달라               | 알이티하드          | 21     |

## 같이 보기
- 사우디아라비아 축구 연맹
- 사우디 크라운 프린스컵